# Bergenstammia pulla
Bergenstammia pulla is een vliegensoort uit de familie van de dansvliegen (Empididae). De wetenschappelijke naam van de soort is voor het eerst geldig gepubliceerd in 1989 door Vaillant & Wagner.